# Ikoma Chikashige
Ikoma Chikashige (生駒親重   - 14 de julho de 1570)  foi um samurai que viveu durante o  Período Azuchi-Momoyama  da História do Japão. Era vassalo de  Oda Nobuyasu e depois de Oda Nobunaga 
| Precedido por -- | -- Líder do Clã Ikoma -1570 | Sucedido por Ikoma Chikamasa |